# Irmingersee
Koordinaten: 62° N, 35° W

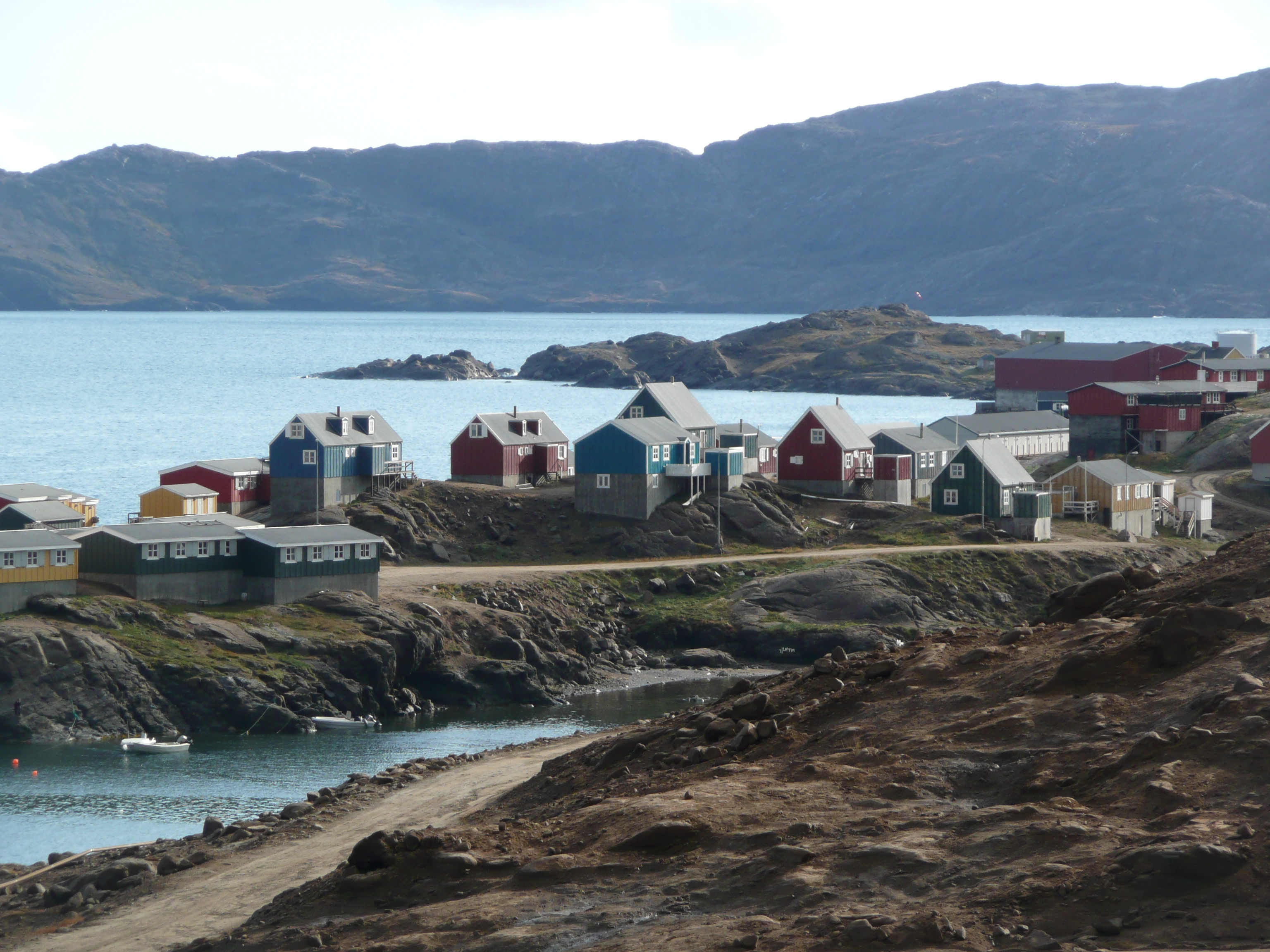
Der ostgrönländische Ort Tasiilaq liegt an der Westküste der Irmingersee

Die Irmingersee ist ein Meeresgebiet im Nordatlantik. Die nördliche Grenze befindet sich an der Grönland-Island-Schwelle in der Dänemarkstraße zwischen Grönland und Island, welche sie mit der Grönlandsee verbindet. Nach Südwesten reicht sie bis zum Kap Farvel, der Südspitze Grönlands, und grenzt an diesem Punkt an die Labradorsee. Südlich davon liegt der offene Nordatlantik. Sie ist 480 Kilometer lang und an der engsten Stelle 290 Kilometer breit und nimmt eine Fläche von rund 800.000 Quadratkilometern ein. Dabei wird die durchschnittliche Wassertiefe mit rund 2800 Metern angegeben. Der Meeresboden wird zum größten Teil vom Irmingerbecken eingenommen, einem Ausläufer des bis zu 4600 Meter tiefen Labradorbeckens, der nach Osten vom Reykjanesrücken begrenzt wird. Die Abgrenzung ist rein ozeanographisch, markiert also keine offiziellen Grenzen oder Hoheitsgebiete. Die Irmingersee ist traditionell einer der Hauptfanggründe für den Rotbarsch.
Seinen Namen hat das Meeresgebiet vom dänischen Vizeadmiral Carl Ludvig Christian Irminger, nach dem auch der Irmingerstrom benannt wurde.